# 清水国際高等学校
清水国際高等学校（しみずこくさいこうとうがっこう）は、静岡県静岡市清水区天神一丁目に所在する私立高等学校。学校法人清水国際学園が運営している。キリスト教学校教育同盟加盟校。NHK学園高等学校の静岡県内のスクーリング会場として知られる。

## 沿革
- 1933年 - 清水商業女学校・同裁縫女学校設立認可
- 1934年 - 初代校長に市毛金太郎が就任して清水商業女学校・同裁縫女学校第一回入学式挙行
- 1935年 - 清水女子商業学校と改称
- 1947年 - 新学制に基づき、清水女子中学校を設立
- 1948年 - 清水女子商業学校の組織を変更し、新学制による清水女子高等学校を設立
- 1949年 - キリスト教学校教育同盟に加入
- 1950年 - 学校法人清水女子学園の設置認可
- 1970年 - 東里記念体育館落成
- 1984年 - 創立50周年記念式典及び音楽演奏会を挙行
- 1985年 - 創立50周年記念「清女協和館」落成式挙行
- 1994年 - 学校法人清水国際学園、清水国際高等学校・同中学校に改称し、高校共学制実施
- 1998年 - 清水国際中学校、男女共学制実施
- 2010年 - 清水国際中学校休校
- 2013年 - 新校舎完成
- 2024年 - 清水国際中学校廃止

## 学科
- 普通科
  - プログレスコース（国公立大・有名私立大を目指す）
  - スタンダードコース（大学・専門学校を目指す）
- ITビジネス科
  - 情報処理コース
  - ビジネスコース
  - 会計コース

（各コース2年から選択）

## 著名な卒業生
- 柴原誠（プロサッカー選手）